# Gelobet sei der Herr, mein Gott, BWV 129
Gelobet sei der Herr, mein Gott, BWV 129 (Lloat sigui el Senyor), és una cantata religiosa de Johann Sebastian Bach per a la festa de la Trinitat, estrenada a Leipzig, probablement el 16 de juny de 1726.

## Origen i context
No es coneix amb seguretat la data de l'estrena i hi ha qui proposa el 8 de juny de 1727; en tot cas sí que se sap que fou interpretada de nou, almenys els anys 1732 i 1744. És una cantata coral típica, ja que el text copia les cinc estrofes de l'himne del mateix nom de Johann Olearius de l'any 1665; els cinc números resultants són dos motets, en el primer i el darrer coral i tres àries en els números interiors. Tots ells van dedicats a exaltar, successivament, a Déu Pare com a creador, a Déu Fill com a redemptor i a l'Esperit Sant com a consolador; els dos últims es refereixen a la Trinitat, pròpiament dita. Llevat de l'últim moviment, tots els altres comencen amb el títol de la cantata. Cal destacar l'absència de recitatiu i la presència de tres trompetes, clara al·lusió a la Trinitat, que donen un caràcter festiu a la cantata. Per a aquesta festa es conserven, a més, les cantates BWV 165, BWV 176 i BWV 194 la qual havia estat estrenada el 2 de novembre de 1723, amb motiu de la consagració de l'església de Störmthal –a la vora de Leipzig– i la inauguració del seu orgue.

## Anàlisi
Obra escrita per a soprano, contralt, baix i cor; tres trompetes, timbals, tres flautes travesseres, dos oboès, oboè d'amor, corda i baix continu. Consta de cinc números.
1. Cor: Gelobet sei der Herr (Lloat sigui el Senyor)
2. Ària (baix): Gelobet sei der Herr (Lloat sigui el Senyor)
3. Ària (soprano): Gelobet sei der Herr (Lloat sigui el Senyor)
4. Ària (contralt): Gelobet sei der Herr (Lloat sigui el Senyor)
5. Coral: Dem wir das Heilig itzt (Per a aquell qui és Sant)

El cor inicial és un motet immers en un concert instrumental, amb la melodia del coral O Gott, du frommer Gott, que clou la cantata anterior (BWV 128), amb l'addició, ja comentada, de trompetes i timbals.
En el número 2, l'ària de baix en dues seccions, canta al Fill com a redemptor, hi destaca un melisma de deu compassos, a l'estil dels antics al·leluia eclesiàstics, sobre el terme gelobet sei (lloat sigui). El soprano canta, en l'ària següent, les alabances a l'Esperit Sant, una autèntica pàgina de música de cambra constituïda per la veu, la flauta, el violoncel i el continu. L'última ària, número 4, va a càrrec del contralt i l'oboè amb el continu, la música expressa un sentiment de joia suau i íntima plena de lirisme. El coral final, cantat pel cor sense la típica duplicació instrumental, té una envergadura superior a l'habitual, clou la cantata que té una durada aproximada d'uns vint minuts.

## Discografia seleccionada
- J.S. Bach: Das Kantatenwerk. Sacred Cantatas Vol. 7. Gustav Leonhardt, Knabenchor Hannover (Heinz Hennig, director), Collegium Vocale Gent (Philippe Herreweghe, director), Leonhardt-Consort, Sebastian Henning (solista del cor), René Jacobs, Max van Egmond. (Teldec), 1994.
- J.S. Bach: The complete live recordings from the Bach Cantata Pilgrimage. CD 25: St Magnus Cathedral, Kirkwall; 18 de juny de 2000. John Eliot Gardiner, Monteverdi Choir, English Baroque Soloists, Ruth Holton, Daniel Taylor, Peter Harvey. (Soli Deo Gloria), 2013.
- J.S. Bach: Complete Cantatas Vol. 19. Ton Koopman, Amsterdam Baroque Orchestra & Choir, Johannette Zomer, Bogna Bartosz, Klaus Mertens. (Challenge Classics), 2006.
- J.S. Bach: Cantatas Vol. 45. Masaaki Suzuki, Bach Collegium Japan, Yukari Nonoshita, Robin Blaze, Peter Kooij. (BIS), 2009.
- J.S. Bach: Church Cantatas Vol. 40. Helmuth Rilling, Gächinger Kantorei, Bach-Collegium Stuttgart, Arleen Augér, Gabriele Schreckenbach, Philippe Huttenlocher. (Hänssler), 1999.
- J.S. Bach: Cantatas for the Liturgical Year, Vol. 16. Sigiswald Kuijken, La Petite Bande, Gerlinde Sämann, Petra Noskaiova, Jan Van der Crabenn. (Accent), 2013.